# Manuel Wieser
Manuel Wieser (* 1. Jänner 1990 in Hall in Tirol) ist ein österreichischer Skirennläufer. Er startet in allen Disziplinen und gehört dem Skiclub Patscherkofel an.

## Biografie

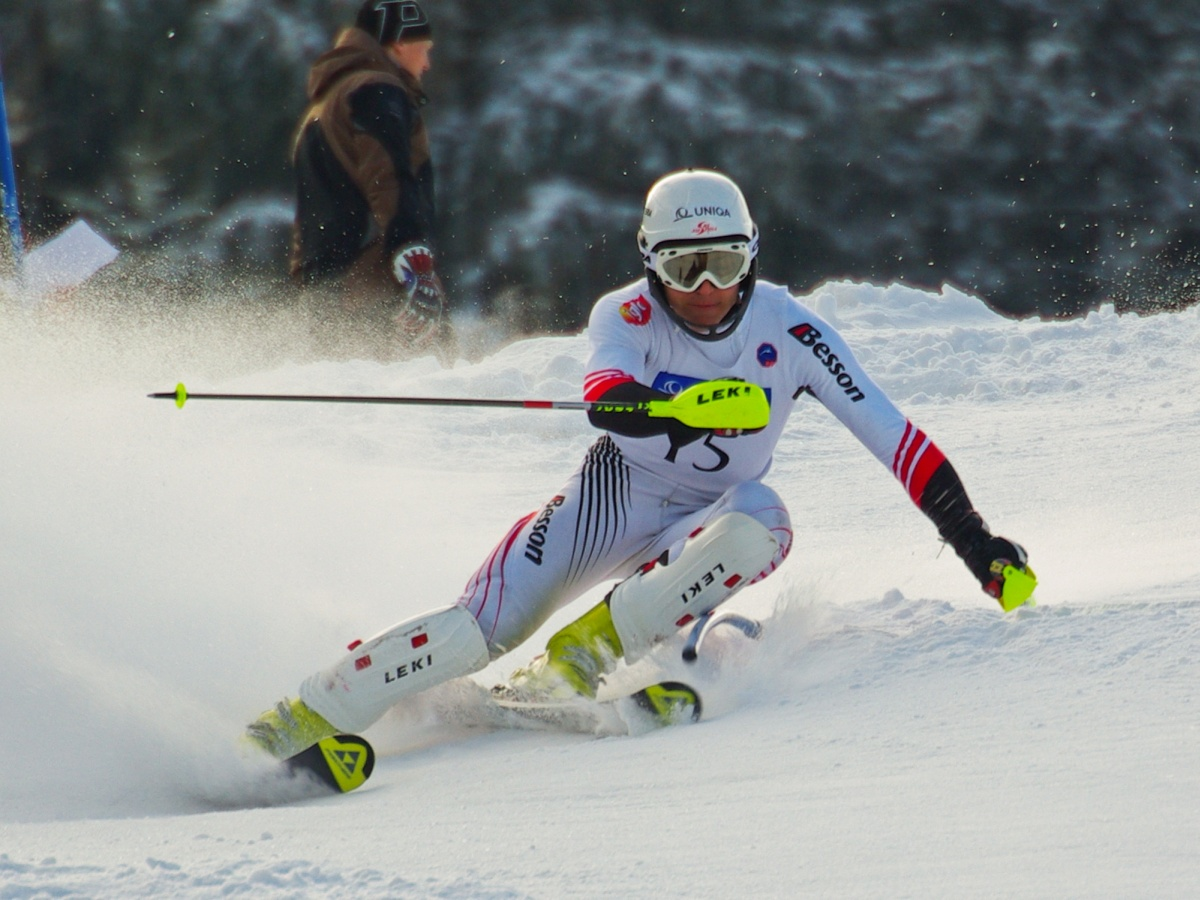
Manuel Wieser im Slalom der österreichischen Jugendmeisterschaften 2008

Manuel Wieser nahm bereits als Dreijähriger an ersten Kinderrennen teil. Um sich intensiv dem Skirennsport zu widmen, besuchte er nach der Hauptschule in Hall in Tirol die Skihandelsschule in Stams. Als Schüler gelangen ihm neben zahlreichen Siegen bei regionalen Veranstaltungen auch einige Erfolge auf nationaler und internationaler Ebene. In den Jahren 2003 und 2005 wurde er viermal Österreichischer Schülermeister. 2005 gewann er die Goldmedaille im Slalom und die Bronzemedaille im Riesenslalom beim Trofeo Topolino im italienischen Pinzolo sowie die Silbermedaille im Slalom beim Whistler Cup im kanadischen Whistler-Blackcomb.
Seit der Saison 2005/2006 nimmt Wieser an FIS-Rennen teil, seit Jänner 2008 auch an Europacuprennen. Bei den österreichischen Jugendmeisterschaften im Jänner 2009 gewann er in seiner Altersklasse Jugend II den Super-G und die Kombination. Fünf Wochen später nahm er an den Juniorenweltmeisterschaften 2009 in Garmisch-Partenkirchen teil, wo er zweimal ausschied und nur in der Abfahrt als 13. ins Ziel kam.
Nachdem Wieser im Jahr 2009 insgesamt fünf FIS-Rennen gewonnen hatte und danach vom Nachwuchs- in den B-Kader des ÖSV aufgestiegen war, erreichte er am 14. Jänner 2010 als Neunter der Abfahrt am heimischen Patscherkofel erstmals im Europacup ein Top-10-Ergebnis. Auch bei den Juniorenweltmeisterschaften 2010 fuhr er mit Platz fünf in der Abfahrt und jeweils Rang sieben im Super-G und im Riesenslalom dreimal in die Top 10. Am 24. Februar 2011 erzielte Wieser mit dem dritten Platz in der Super-Kombination von Sarntal/Reinswald den ersten Podestplatz im Europacup. Wenige Tage später kam er im bulgarischen Bansko zu seinen ersten Starts im Weltcup. Bisher blieb er jedoch ohne Weltcuppunkte. In der Saison 2011/12 erzielte Wieser einen weiteren Podestplatz im Europacup (zweiter Platz in der Super-Kombination von Sarntal/Reinswald), in der Super-Kombinations-Wertung wurde er Dritter. Im Frühjahr 2012 stieg er in den A-Kader des ÖSV auf.

## Erfolge

### Juniorenweltmeisterschaften
- Garmisch-Partenkirchen 2009: 13. Abfahrt
- Mont Blanc 2010: 5. Abfahrt, 7. Super-G, 7. Riesenslalom

### Europacup
- Saison 2010/11: 5. Super-Kombinations-Wertung
- Saison 2011/12: 3. Super-Kombinations-Wertung
- 3 Podestplätze

### Weitere Erfolge
- Österreichischer Jugendmeister (Jugend II) im Super-G und in der Kombination 2009
- 9 Siege in FIS-Rennen